# Alice Town
Alice Town (numit și Bailey Town) este o așezare situată în partea de sud-vest a insulei Bimini de Nord, componentă a arhipelagului Bahamas. La recensământul din 1990 localitatea avea 900 locuitori. Turism.